# 2772 Dugan
A 2772 Dugan (ideiglenes jelöléssel 1979 XE) a Naprendszer kisbolygóövében található aszteroida. Edward L. G. Bowell fedezte fel 1979. december 14-én.